# HMS Sibyl (P217)
Pour les articles homonymes, voir Sibyl.
Le HMS Sibyl (Pennant number : P217) est un sous-marin britannique de classe S du troisième lot, construit pour la Royal Navy pendant la Seconde Guerre mondiale. Il faisait partie des unités construites entre 1941 et 1944 par les Britanniques pour des opérations offensives. Il a été construit par Cammell Laird et lancé le 29 avril 1942.

## Conception
Les sous-marins de la classe S ont été conçus pour patrouiller dans les eaux resserrées de la mer du Nord et de la mer Méditerranée. Les navires du troisième lot étaient légèrement agrandis et améliorés par rapport à ceux du deuxième lot. Ils avaient une coque plus solide, transportaient plus de carburant, et leur armement était modernisé.

Schéma d'un sous-marin de classe S.

Ces sous-marins avaient une longueur hors tout de 66,1 mètres, une largeur de 7,2 m et un tirant d'eau de 4,5 m. Leur déplacement était de 879 tonnes en surface et 1 006 tonnes en immersion . Les sous-marins de la classe S avaient un équipage de 48 officiers et matelots. Ils pouvaient plonger jusqu'à la profondeur de 90 m.
Pour la navigation en surface, ces navires étaient propulsés par deux moteurs Diesel de 950 ch (708 kW), chacun entraînant un arbre et une hélice distincte. En immersion, les hélices étaient entraînées par un moteur électrique de 650 ch (485 kW). Ils pouvaient atteindre 15 nœuds (28 km/h) en surface et 10 nœuds (19 km/h) en plongée . En surface, les sous-marins du troisième lot avaient une autonomie en surface de 6 000 milles marins (11 000 km) à 10 nœuds (19 km/h), et en plongée de 120 milles (220 km) à 3 nœuds (5,6 km/h).
Ces navires étaient armés de sept tubes lance-torpilles de 21 pouces (533 mm) dont six à la proue et un tube externe à la poupe. Ils transportaient six torpilles de recharge pour les tubes d’étrave, pour un total de treize torpilles. Douze mines pouvaient être transportées à la place des torpilles intérieurement arrimées. Les navires étaient aussi armés d'un canon de pont de 3 pouces (76 mm).
Les navires du troisième lot de la classe S étaient équipés d’un système ASDIC de type 129AR ou 138 et d’un radar d’alerte avancée de type 291 ou 291 W .

## Engagements
Le HMS Sibyl a été commandé par l’Amirauté britannique le 4 avril 1940 et construit par le chantier naval Cammell Laird à Birkenhead. Sa quille fut posée le 31 décembre 1940, et il fut lancé le 29 avril 1942. Il fut commissionné dans la Royal Navy le 16 août 1942. Il a passé sa carrière en temps de guerre en mer Méditerranée et en Extrême-Orient.

### Méditerranée
Le HMS Sibyl s’est distingué en coulant de nombreux navires ennemis, y compris le navire marchand italien Pegli, le navire marchand français (remis en service par les Allemands) Saint-Nazaire, le dragueur de mines auxiliaire allemand M 7022/Hummer, cinq voiliers grecs et un voilier inconnu.
Il a également attaqué sans succès le navire marchand italien Fabriano, le pétrolier allemand Centaur et un navire seulement identifié comme « un navire marchand d’environ 1500 tonnes » faisant partie d’un convoi allemand. Son commandant entre juin 1942 et le 3 juillet 1944 était le lieutenant Ernest John Donaldson Turner, qui a reçu l’Ordre du Service distingué le 23 juin 1943. Le lieutenant Huston (Tex) Roe Murray, qui succéda à Turner, resta le commandant du sous-marin jusqu’à la fin de la guerre. Son premier lieutenant était Stephen Jenner, qui devint plus tard commandant de la flotte de sous-marins du Canada.

### Extrême-Orient
Après avoir été transféré dans l’océan Pacifique au début de 1945, le HMS Sibyl continue à causer des pertes aux navires ennemis. Sa première patrouille en Extrême-Orient se déroule autour des îles Andaman et au sud de Singapour dans le détroit de Malacca. Il coule nombre de navires japonais avec ses tirs d’artillerie et des charges de sabordage dans le détroit de Malacca. Par trois fois, après ces attaques réussies, il est mitraillé par des avions et attaqué à coups de charges de profondeur.
Le HMS Sibyl a été le premier sous-marin britannique à faire surface dans le port de Singapour après la capitulation des Japonais. Il a opéré à partir de Trincomalee, à Ceylan, et à partir du navire-dépôt HMS Forth.
Après le largage des bombes atomiques sur le Japon, Louis Mountbatten, commandant suprême en Extrême-Orient, voulait que la reddition des Japonais soit signée à Singapour et a convoqué la flotte pour être là. Le HMS Sibyl était le navire qui avait été dans le port le plus longtemps, et son équipage a donc été invité à la cérémonie, qui a eu lieu à bord du HMS Sussex . Les prisonniers de guerre, principalement britanniques et australiens, détenus par les Japonais dans le camp de prisonniers de Changi ont été libérés, emmenés à bord des navires britanniques et nourris de sandwiches au corned-beef et de thé chaud, car ils étaient dans un état épouvantable. On remarqua que tout le port sentait le pain fraîchement cuit pendant plusieurs jours, car les nombreuses cuisines des navires étaient chargées de nourrir les prisonniers de guerre affamés.

### Après guerre
Le HMS Sibyl, qui avait survécu à la Seconde Guerre mondiale, fut vendu. Il arriva à Troon en mars 1948 pour démolition.